# クシトカゲ属
クシトカゲ属（クシトカゲぞく、Acanthosaura）は、爬虫綱有鱗目アガマ科に属する属。

## 分布
インドネシア（スマトラ島）、カンボジア、タイ、中国（南部、海南島）、ベトナム、マレーシア（マレー半島）、ミャンマー、ラオス

## 形態
全長20-30cm。体色は褐色だが、種によっては緑色の個体もいるほか、後頭部に1対の角状の突起がある。
後頭部から背面にかけて棘状の鱗（クレスト）があり、櫛のように見えることが属名の由来である。また、属名のAcanthosauraは、「棘のあるトカゲ」の意である。

## 生態
比較的標高の高い森林に生息する。咽頭部に垂れ下がった袋状の皮膚（咽喉垂）を広げ、威嚇や繁殖行動を行う。
食性は雑食で、昆虫類、節足動物、ミミズなどを食べる。
繁殖形態は卵生。

## 分類
分類・和名は中井(2024)を参考。
- Acanthosaura armata マレークシトカゲ
- Acanthosaura aurantiacrista キガシラクシトカゲ
- Acanthosaura bintangensis ビンタンクシトカゲ
- Acanthosaura brachypoda ズングリクシトカゲ
- Acanthosaura capra ベトナムクシトカゲ
- Acanthosaura cardamomensis カルダモンクシトカゲ
- Acanthosaura coronata フトクシトカゲ
- Acanthosaura crucigera ジュウジカクシトカゲ
- Acanthosaura lepidogaster ベニクシトカゲ
- Acanthosaura liui カメンクシトカゲ
- Acanthosaura longicaudata オナガクシトカゲ
- Acanthosaura meridiona コツノクシトカゲ
- Acanthosaura murphyi マーフィークシトカゲ
- Acanthosaura nataliae ナタリアクシトカゲ
- Acanthosaura phongdienensis フォンディエンクシトカゲ
- Acanthosaura phuketensis プーケットクシトカゲ
- Acanthosaura prasina ミドリクシトカゲ
- Acanthosaura rubrilabris アカクチクシトカゲ
- Acanthosaura titiwangsaensis キャメロンクシトカゲ
- Acanthosaura tongbiguanensis ユンナンクシトカゲ

## 人間との関係
ペット用として輸入されることがあり、日本にも輸入されている。主に野生個体が流通するが、繁殖個体が流通することもある。流通量は多くはないが、特にベニクシトカゲの流通は稀である。